# Persone di nome Antoine
| Questa pagina contiene informazioni ricavate automaticamente dalle voci biografiche con l'ausilio del template Bio e di un bot. L'aggiornamento è periodico e automatico e ricostruisce completamente la pagina. Se manca una persona in questa lista, sei pregato di non aggiungerla, ma accertati piuttosto che la sua voce biografica contenga il template Bio e che i dati anagrafici siano correttamente compilati. Se il template Bio manca, inseriscilo tu stesso o, in alternativa, metti l'avviso {{tmp\|Bio}} che ne segnala la mancanza. Se i dati riportati sono sbagliati, correggi direttamente la voce biografica; le modifiche saranno visibili in questa lista entro pochi giorni. Per chiarimenti vedi il progetto antroponimi. La lista contiene solo le 335 persone che sono citate nell'enciclopedia e per le quali è stato implementato correttamente il template Bio. Pagina aggiornata al 6 ago 2025. |

Questa è una lista di persone presenti nell'enciclopedia che hanno il nome Antoine, suddivise per attività principale.

## Abati(1)
- Antoine Furetière, abate e scrittore francese (Parigi, n. 1619 - Parigi, † 1688)

## Allenatori di calcio(5)
- Antoine Cuissard, allenatore di calcio e calciatore francese (Saint-Étienne, n. 1924 - Saint-Brieuc, † 1997)
- Antoine Hey, allenatore di calcio, dirigente sportivo e ex calciatore tedesco (Berlino, n. 1970)
- Antoine Kohn, allenatore di calcio e calciatore lussemburghese (Città di Lussemburgo, n. 1933 - Città di Lussemburgo, † 2012)
- Antoine Kombouaré, allenatore di calcio e ex calciatore francese (Numea, n. 1963)
- Antoine Tassy, allenatore di calcio e calciatore haitiano (Port-au-Prince, n. 1924 - Port-au-Prince, † 1991)

## Ammiragli(4)
- Antoine Bruni d'Entrecasteaux, ammiraglio e esploratore francese (Aix-en-Provence, n. 1739 - † 1793)
- Antoine François de Pardaillan de Gondrin, ammiraglio francese (n. 1709 - Brest, † 1741)
- Antoine Jean Marie Thévenard, ammiraglio francese (Saint-Malo, n. 1733 - Parigi, † 1815)
- Antoine Escalin des Aimars, ammiraglio e ambasciatore francese (La Garde-Adhémar, n. 1498 - La Garde-Adhémar, † 1578)

## Anarchici(1)
- Antoine Gimenez, anarchico e rivoluzionario italiano (Chianni, n. 1910 - Marsiglia, † 1982)

## Architetti(4)
- Antoine Dérizet, architetto francese (Lione, n. 1685 - Roma, † 1768)
- Antoine Le Pautre, architetto, decoratore e incisore francese (Parigi, n. 1621 - Parigi, † 1691)
- Antoine Ignace Melling, architetto, pittore e designer tedesco (Karlsruhe, n. 1763 - † 1831)
- Antoine Payen il Vecchio, architetto e militare belga (Tournai, n. 1748 - Tournai, † 1798)

## Arcivescovi cattolici(5)
- Antoine I d'Albon, arcivescovo cattolico francese (Saint-Forgeux, n. 1507 - Saint-Forgeux, † 1574)
- Antoine Blanc, arcivescovo cattolico francese (Sury, n. 1792 - New Orleans, † 1860)
- Antoine Bohier, arcivescovo cattolico, cardinale e abate francese (Issoire - Blois, † 1519)
- Antoine Camilleri, arcivescovo cattolico e diplomatico maltese (Sliema, n. 1965)
- Antoine Hérouard, arcivescovo cattolico francese (Neuilly-sur-Seine, n. 1956)

## Arrampicatori(1)
- Antoine Le Menestrel, arrampicatore e ballerino francese (Parigi, n. 1965)

## Astronomi(1)
- Antoine Darquier de Pellepoix, astronomo francese (Tolosa, n. 1718 - Tolosa, † 1802)

## Attori(6)
- Antoine Balpêtré, attore francese (Lione, n. 1898 - Parigi, † 1963)
- Antoine de Caunes, attore, regista e conduttore televisivo francese (Parigi, n. 1953)
- Antoine Chappey, attore francese (Parigi, n. 1960)
- Antoine Duléry, attore, sceneggiatore e dialoghista francese (Parigi, n. 1959)
- Antoine Reinartz, attore francese (Essey-lès-Nancy, n. 1985)
- Antoine Saint-John, attore francese (Avignone, n. 1940 - Sartrouville, † 1990)

## Attori teatrali(1)
- Tabarin, attore teatrale francese (Verdun, n. 1584 - Parigi, † 1633)

## Autori di giochi(1)
- Antoine Bauza, autore di giochi francese (n. 1978)

## Banchieri(2)
- Antoine Bernheim, banchiere francese (Parigi, n. 1924 - Parigi, † 2012)
- Antoine Henri Jomini, banchiere, militare e storico svizzero (Payerne, n. 1779 - Passy, † 1869)

## Botanici(2)
- Antoine Delarbre, botanico e geologo francese (Clermont-Ferrand, n. 1724 - † 1807)
- Antoine Magnin, botanico e medico francese (Trévoux, n. 1848 - Beynost, † 1926)

## Calciatori(33)
- Antoine Baroan, calciatore francese (Niort, n. 2000)
- Antoine Batisse, calciatore francese (Versailles, n. 1995)
- Antoine Bernier, calciatore belga (Dinant, n. 1997)
- Antoine Bernède, calciatore francese (Parigi, n. 1999)
- Antoine Bonifaci, calciatore francese (Bezons, n. 1931 - Villafranca, † 2021)
- Antoine Buron, ex calciatore francese (Rouen, n. 1983)
- Antoine Colassin, calciatore belga (Ottignies-Louvain-la-Neuve, n. 2001)
- Antoine Conte, calciatore francese (Parigi, n. 1994)
- Antoine Devaux, ex calciatore francese (Dieppe, n. 1985)
- Antoine Franceschetti, calciatore e allenatore di calcio francese (Marsiglia, n. 1913)
- Antoine Griezmann, calciatore francese (Mâcon, n. 1991)
- Antoine Groschulski, calciatore polacco (Czernice, n. 1938 - † 2018)
- Antoine Hainaut, calciatore francese (Boulogne-sur-Mer, n. 2002)
- Antoine Hoppenot, ex calciatore statunitense (Parigi, n. 1990)
- Antoine Jean-Baptiste, ex calciatore francese (Longjumeau, n. 1991)
- Antoine Joujou, calciatore francese (Mantes-la-Jolie, n. 2003)
- Antoine van der Linden, ex calciatore olandese (Rotterdam, n. 1976)
- Antoine Léautey, calciatore francese (Versailles, n. 1996)
- Antoine Makoumbou, calciatore francese (Parigi, n. 1998)
- Antoine Martínez, ex calciatore spagnolo (Granada, n. 1959)
- Antoine Mendy, calciatore francese (Marsiglia, n. 2004)
- Antoine Parachini, calciatore francese (Janville-sur-Juine, n. 1897 - Montreuil, † 1963)
- Antoine Pazur, calciatore francese (Aulnoye-Aymeries, n. 1931 - Loches, † 2011)
- Antoine Ponroy, ex calciatore francese (Rouen, n. 1986)
- Toine van Renterghem, calciatore olandese (Goes, n. 1885 - † 1967)
- Antoine Rey, calciatore svizzero (Losanna, n. 1986)
- Antoine Roine, calciatore francese (n. 1992)
- Antoine Rouches, calciatore francese (n. 1893 - † 1974)
- Antoine Semenyo, calciatore ghanese (Chelsea, n. 2000)
- Antoine Sibierski, ex calciatore francese (Lilla, n. 1974)
- Antoine Valério, calciatore francese (Bordeaux, n. 1999)
- Antoine Zahra, ex calciatore maltese (Mosta, n. 1977)
- Antoine Zahra, ex calciatore maltese (n. 1981)

## Cantanti(4)
- Antoine Ciosi, cantante francese (Sorbo-Ocagnano, n. 1931)
- Koffi Olomide, cantante e produttore discografico della Repubblica Democratica del Congo (Kisangani, n. 1956)
- Robert Tepper, cantante statunitense (Bayonne, n. 1953)
- Tony Toga, cantante francese (Prunelli di Fiumorbo, n. 1943 - Prunelli di Fiumorbo, † 2014)

## Cantautori(2)
- Antoine, cantautore francese (Tamatave, n. 1944)
- Fats Domino, cantautore e pianista statunitense (New Orleans, n. 1928 - Harvey, † 2017)

## Cardinali(6)
- Antoine Clériade de Choiseul-Beaupré, cardinale e arcivescovo cattolico francese (Daillecourt, n. 1707 - Gy, † 1774)
- Antoine de Créqui Canaples, cardinale, vescovo cattolico e abate francese (Francia, n. 1531 - Amiens, † 1574)
- Antoine Perrenot de Granvelle, cardinale e arcivescovo cattolico francese (Ornans, n. 1517 - Madrid, † 1586)
- Antoine Kambanda, cardinale e arcivescovo cattolico ruandese (Nyamata, n. 1958)
- Antoine Pierre Khoraiche, cardinale libanese (Ain Ebel, n. 1907 - Beirut, † 1994)
- Antoine Sanguin de Meudon, cardinale e vescovo cattolico francese (Piccardia, n. 1493 - Parigi, † 1559)

## Cestisti(15)
- Antoine Agudio, ex cestista statunitense (Huntington Station, n. 1985)
- Ton Boot, ex cestista e allenatore di pallacanestro olandese (Amsterdam, n. 1940)
- Antoine Carr, ex cestista statunitense (Oklahoma City, n. 1961)
- Antoine Diot, cestista francese (Bourg-en-Bresse, n. 1989)
- Antoine Eito, cestista francese (Barbezieux-Saint-Hilaire, n. 1988)
- Antoine Gillespie, ex cestista dominicano (Chicago, n. 1973)
- Antoine Gomis, ex cestista francese (Parigi, n. 1989)
- Antoine Jordan, ex cestista statunitense (Baltimora, n. 1983)
- Antoine Mason, cestista statunitense (Queens, n. 1992)
- Antoine Mendy, ex cestista francese (Parigi, n. 1983)
- Antoine Musillia, ex cestista egiziano (Aleppo, n. 1940)
- Antoine Rigaudeau, ex cestista e allenatore di pallacanestro francese (Cholet, n. 1971)
- Antoine Van Winnendael, cestista belga (Schaerbeek, n. 1905)
- Antoine Walker, ex cestista statunitense (Chicago, n. 1976)
- Antoine Wright, ex cestista statunitense (West Covina, n. 1984)

## Chimici(3)
- Antoine Jérôme Balard, chimico francese (Montpellier, n. 1802 - Parigi, † 1876)
- Antoine Baumé, chimico, farmacista e inventore francese (Senlis, n. 1728 - Parigi, † 1804)
- Antoine Bussy, chimico francese (Marsiglia, n. 1794 - Parigi, † 1882)

## Chirurghi(2)
- Antoine Louis, chirurgo e fisiologo francese (Metz, n. 1723 - Parigi, † 1792)
- Antoine Joseph Jobert de Lamballe, chirurgo francese (Matignon, n. 1799 - Passy, † 1867)

## Chitarristi(1)
- Antoine Dufour, chitarrista canadese (L'Épiphanie, n. 1979)

## Ciclisti su strada(6)
- Antoine Debons, ciclista su strada svizzero (Martigny, n. 1998)
- Antoine Demoitié, ciclista su strada belga (Liegi, n. 1990 - Lilla, † 2016)
- Antoine Dignef, ciclista su strada belga (Velm, n. 1910 - Sint-Truiden, † 1991)
- Antoine Duchesne, ex ciclista su strada canadese (Saguenay, n. 1991)
- Antoine Raugel, ciclista su strada e ciclocrossista francese (Strasburgo, n. 1999)
- Antoine Warnier, ex ciclista su strada belga (Rocourt, n. 1993)

## Ciclocrossisti(1)
- Antoine Huby, ciclocrossista e ciclista su strada francese (Uzel, n. 2001)

## Combinatisti nordici(1)
- Antoine Gérard, combinatista nordico francese (Remiremont, n. 1995)

## Compositori(5)
- Antoine Brumel, compositore francese (Brunelles, n. 1460 - † 1513)
- Antoine Busnois, compositore e poeta francese (Béthune, n. 1430 - Bruges, † 1492)
- Antoine Dauvergne, compositore e violinista francese (Moulins, n. 1713 - Lione, † 1797)
- Antoine Duhamel, compositore francese (Valmondois, n. 1925 - Parigi, † 2014)
- Antoine Forqueray, compositore, clavicembalista e gambista francese (Parigi, n. 1672 - Mantes-la-Jolie, † 1745)

## Critici cinematografici(1)
- Antoine de Baecque, critico cinematografico e storico del cinema francese (Neuilly-sur-Seine, n. 1962)

## Critici letterari(1)
- Antoine Compagnon, critico letterario, docente e scrittore francese (Bruxelles, n. 1950)

## Crittografi(1)
- Antoine Rossignol, crittologo francese (Albi, n. 1600 - Juvisy-sur-Orge, † 1682)

## Danzatori(1)
- Antoine Bandieri de Laval, ballerino e coreografo francese (Parigi, n. 1688 - Parigi, † 1767)

## Diplomatici(2)
- Agénor de Gramont, diplomatico e politico francese (Saint-Germain-en-Laye, n. 1819 - Parigi, † 1880)
- Antoine Charles IV de Gramont, diplomatico francese (n. 1641 - † 1720)

## Disc jockey(3)
- DJ Antoine, disc jockey e produttore discografico svizzero (Sissach, n. 1975)
- Antoine Clamaran, disc-jockey e produttore discografico francese (Neuilly-sur-Seine, n. 1964)
- DJ Yella, disc jockey, rapper e produttore discografico statunitense (Compton, n. 1961)

## Drammaturghi(3)
- Antoine Danchet, drammaturgo, librettista e poeta francese (Riom, n. 1671 - Parigi, † 1748)
- Antoine Le Métel d'Ouville, commediografo, geografo e ingegnere francese (Caen, n. 1589 - Parigi, † 1657)
- Antoine Simonnin, drammaturgo e librettista francese (Parigi, n. 1780 - Parigi, † 1856)

## Economisti(1)
- Auguste Walras, economista francese (Montpellier, n. 1801 - Pau, † 1866)

## Editori(2)
- Antonio Bulifon, editore francese (Chaponnay, n. 1649 - Spagna, † 1707)
- Antoine Vérard, editore francese (n. 1450 - † 1514)

## Entomologi(1)
- Antoine Barthélemy Jean Guillemot, entomologo francese (Thiers, n. 1822 - Thiers, † 1902)

## Epigrafisti(1)
- Ernest Desjardins, epigrafista, archeologo e geografo francese (Noisy-sur-Oise, n. 1823 - Parigi, † 1886)

## Esploratori(4)
- Antoine Thomson d'Abbadie, esploratore, geografo e numismatico francese (Dublino, n. 1810 - Parigi, † 1897)
- Antoine Bernard d'Attanoux, esploratore e giornalista francese (Aix-en-Provence, n. 1853 - Nizza, † 1954)
- Antoine Brun-Rollet, esploratore francese (San Giovanni di Moriana, n. 1810 - Khartum, † 1857)
- Antoine Laumet de La Mothe, Signore di Cadillac, esploratore, militare e avventuriero francese (Cadillac, n. 1658 - Castelsarrasin, † 1730)

## Farmacisti(1)
- Antoine Parmentier, farmacista, agronomo e igienista francese (Montdidier, n. 1737 - Parigi, † 1813)

## Filosofi(3)
- Antoine Berman, filosofo e traduttore francese (Argenton-sur-Creuse, n. 1942 - Parigi, † 1991)
- Antoine Charma, filosofo, archeologo e paleografo francese (La Charité-sur-Loire, n. 1801 - Caen, † 1869)
- Antoine de La Garanderie, filosofo e pedagogista francese (Ampoigné, n. 1920 - Parigi, † 2010)

## Fisici(2)
- Antoine Henri Becquerel, fisico francese (Parigi, n. 1852 - Le Croisic, † 1908)
- Antoine César Becquerel, fisico francese (Châtillon-Coligny, n. 1788 - Parigi, † 1878)

## Flautisti(1)
- Antoine Mahaut, flautista e compositore belga (Namur - † 1785)

## Fondisti(2)
- Antoine Cyr, fondista canadese (Gatineau, n. 1998)
- Antonio Herin, fondista e sciatore di pattuglia militare italiano (Valtournenche, n. 1900 - Pontey, † 1990)

## Fotografi(3)
- Antoine d'Agata, fotografo francese (Marsiglia, n. 1961)
- Antoine Claudet, fotografo francese (Lione, n. 1797 - Londra, † 1867)
- Antoine Giacomoni, fotografo francese (Borgo, n. 1955)

## Funzionari(1)
- Antoine Armand, funzionario e politico francese (Parigi, n. 1991)

## Generali(12)
- Antoine François Andréossy, generale francese (Castelnaudary, n. 1761 - Montauban, † 1828)
- Antoine Marie Benoît Besson, generale francese (Saint-Symphorien-sur-Coise, n. 1876 - Parigi, † 1969)
- Alfred Chanzy, generale francese (Nouart, n. 1823 - Châlons-sur-Marne, † 1883)
- Antoine Guillaume Delmas, generale francese (Argentat, n. 1768 - Lipsia, † 1813)
- Antoine Drouot, generale francese (Nancy, n. 1774 - Nancy, † 1847)
- Antoine Simon Durrieu, generale e politico francese (Grenade-sur-l'Adour, n. 1775 - Saint-Sever, † 1862)
- Antoine Lahad, generale libanese (Qattara, n. 1927 - Parigi, † 2015)
- Antoine Charles Louis de Lasalle, generale francese (Metz, n. 1775 - Deutsch-Wagram, † 1809)
- Adolphe Marbot, generale francese (Altillac, n. 1781 - Altillac, † 1844)
- Antoine Jean Jacques Eugène Paulze d'Ivoy, generale francese (Bourges, n. 1813 - Vendome, † 1893)
- Antoine Joseph Santerre, generale e rivoluzionario francese (Parigi, n. 1752 - Parigi, † 1809)
- Antoine Virgile Schneider, generale, politico e nobile francese (Bouquenom, n. 1779 - Parigi, † 1847)

## Gesuiti(1)
- Antoine Thomas, gesuita e missionario belga (Namur, n. 1644 - Pechino, † 1709)

## Ginnasti(1)
- Antoine Rebetez, ginnasta svizzero (n. 1897 - Les Genevez, † 1980)

## Giocatori di calcio a 5(1)
- Antoine Merlino, ex giocatore di calcio a 5 olandese (Geleen, n. 1978)

## Giocatori di football americano(8)
- Antoine Bethea, ex giocatore di football americano statunitense (Savannah, n. 1984)
- Antoine Brooks, giocatore di football americano statunitense (Lanham, n. 1997)
- Antoine Caldwell, giocatore di football americano statunitense (Montgomery, n. 1986)
- Antoine Cason, giocatore di football americano statunitense (Long Beach, n. 1986)
- Antoine Green, giocatore di football americano statunitense (Rockledge, n. 1999)
- Antoine Wesley, giocatore di football americano statunitense (Las Vegas, n. 1997)
- Antoine Winfield Jr., giocatore di football americano statunitense (The Woodlands, n. 1998)
- Antoine Winfield, ex giocatore di football americano statunitense (Akron, n. 1977)

## Giornalisti(3)
- Antoine Lemaire, giornalista e rivoluzionario francese (Montargis)
- Antoine Spire, giornalista francese (Parigi, n. 1946)
- Antoine de Maximy, giornalista, regista e personaggio televisivo francese (Lione, n. 1959)

## Giuristi(4)
- Antoine Dadin de Hauteserre, giurista e storico francese (Cahors, n. 1602 - Tolosa, † 1682)
- Antoine Favre, giurista francese (Bourg-en-Bresse, n. 1557 - Chambéry, † 1624)
- Antoine Le Maistre, giurista francese (Parigi, n. 1608 - Port-Royal des Champs, † 1658)
- Antoine Loysel, giurista e avvocato francese (Beauvais, n. 1536 - Parigi, † 1617)

## Grammatici(1)
- Antoine Fabre, grammatico e presbitero francese (n. 1557 - † 1624)

## Hockeisti su ghiaccio(1)
- Antoine Roussel, hockeista su ghiaccio francese (Roubaix, n. 1989)

## Hockeisti su prato(1)
- Tonny van Lierop, hockeista su prato olandese (Vught, n. 1910 - Blaricum, † 1982)

## Imprenditori(3)
- Antoine Arnault, imprenditore francese (Roubaix, n. 1977)
- Antoine Crozat, imprenditore francese (Tolosa, n. 1655 - Parigi, † 1738)
- Antoine Veil, imprenditore, politico e funzionario francese (Blâmont, n. 1926 - Parigi, † 2013)

## Ingegneri(5)
- Antoine Chézy, ingegnere e fisico francese (Châlons-en-Champagne, n. 1718 - Parigi, † 1798)
- Antoine Kremer, ingegnere francese (Sarreguemines, n. 1951)
- Antoine Prioré, ingegnere italiano (Trieste, n. 1912 - † 1983)
- Antoine de Règemorte, ingegnere francese
- Antoine de Ville, ingegnere militare francese (Tolosa, n. 1596 - † 1656)

## Inventori(3)
- Antoine-Alphonse Chassepot, inventore francese (Mutzig, n. 1833 - Gagny, † 1905)
- Antoine Dupré, inventore francese (Saint-Laurent-en-Beaumont, n. 1723 - Grenoble, † 1782)
- Hércules Florence, inventore e pittore francese (Nizza, n. 1804 - Campinas, † 1879)

## Judoka(1)
- Antoine Valois-Fortier, judoka canadese (Vanier, n. 1990)

## Letterati(1)
- Antoine Court de Gébelin, letterato e esoterista francese (Nîmes - Parigi, † 1784)

## Linguisti(2)
- Antoine Culioli, linguista francese (Marsiglia, n. 1924 - Parigi, † 2018)
- Antoine Meillet, linguista, grecista e slavista francese (Moulins, n. 1866 - Châteaumeillant, † 1936)

## Magistrati(1)
- Antoine Quentin Fouquier-Tinville, magistrato e rivoluzionario francese (Foreste, n. 1746 - Parigi, † 1795)

## Matematici(4)
- Antoine Deparcieux, matematico francese (Peyremale, n. 1703 - Parigi, † 1768)
- Antoine Deparcieux, matematico francese (n. 1753 - Parigi, † 1799)
- Antoine André Louis Reynaud, matematico francese (Parigi, n. 1771 - Parigi, † 1844)
- Antoine de Lalouvère, matematico e gesuita francese (Auch, n. 1600 - Tolosa, † 1664)

## Medaglisti(1)
- Antoine Desboeufs, medaglista e scultore francese (Parigi, n. 1793 - Passy, † 1862)

## Medici(6)
- Antoine Laurent Bayle, medico, psichiatra e neurologo francese (Le Vernet, n. 1799 - Parigi, † 1858)
- Antoine Béchamp, medico e chimico francese (Bassing, n. 1816 - Parigi, † 1908)
- Antoine Deidier, medico francese (Montpellier, n. 1670 - Marsiglia, † 1746)
- Antoine Ferrein, medico e anatomista francese (Frespech, n. 1693 - Parigi, † 1769)
- Antoine Portal, medico e anatomista francese (Gaillac, n. 1742 - Parigi, † 1832)
- Antoine Frédéric Spring, medico tedesco (Gerolsbach, n. 1814 - Liegi, † 1872)

## Mezzofondisti(1)
- Antoine Gakeme, mezzofondista burundese (n. 1991)

## Militari(11)
- Antoine Coiffier de Ruzé, militare francese (n. 1581 - † 1632)
- Antoine V de Gramont, militare francese (n. 1671 - † 1725)
- Antoine Louis Marie de Gramont, ufficiale e politico francese (Versailles, n. 1755 - Saint-Mandé, † 1836)
- Antoine Groignard, militare e ingegnere francese (Solliès-Pont, n. 1727 - Parigi, † 1799)
- Antoine Mattei, militare francese (Scolca, n. 1917 - Marsiglia, † 1981)
- Antoine de Paule, militare francese (Tolosa, n. 1551 - La Valletta, † 1636)
- Antoine Poidebard, militare, religioso e archeologo francese (Lione, n. 1878 - Beirut, † 1955)
- Antoine Louis Popon de Maucune, militare francese (Brive-la-Gaillarde, n. 1772 - Parigi, † 1824)
- Antoine Péronne, militare e aviatore francese (Parigi, n. 1914 - Friedrichshafen, † 1946)
- Antoine René Thévenard, militare francese (n. 1766 - Baia di Abū Qīr, † 1798)
- Antoine de Vergy, militare francese (n. 1375 - † 1439)

## Mitografi(1)
- Antoine Banier, mitografo, traduttore e religioso francese (Dallet, n. 1673 - Parigi, † 1741)

## Naturalisti(2)
- Antoine Louis Dugès, naturalista e medico francese (Charleville-Mézières, n. 1797 - Montpellier, † 1838)
- Antoine de Jussieu, naturalista e medico francese (Lione, n. 1686 - Parigi, † 1758)

## Navigatori(1)
- Roland Morillot, marinaio e militare francese (Saint-Lumier-la-Populeuse, n. 1885 - Cattaro, † 1915)

## Nobili(10)
- Antoine d'Estrées, nobile e ufficiale francese (n. 1529 - † 1609)
- Antoine III de Gramont, nobile, militare e diplomatico francese (Hagetmau, n. 1604 - Bayonne, † 1678)
- Antoine IX de Gramont, nobile e generale francese (Versailles, n. 1789 - Parigi, † 1855)
- Antoine Nompar de Caumont, nobile e generale francese (Lauzun, n. 1632 - Parigi, † 1723)
- Antoine I de Croÿ, nobile e militare belga († 1475)
- Antoine Alfred Agénor de Gramont, XI Duca di Gramont, nobile francese (Parigi, n. 1851 - Parigi, † 1925)
- Armand de Gramont, nobile e scienziato francese (Parigi, n. 1879 - † 1962)
- Antoine de Malvin de Montazet, nobile e arcivescovo cattolico francese (Laugnac, n. 1713 - Parigi, † 1788)
- Antoine Just Léon Marie di Noailles, nobile francese (Parigi, n. 1841 - Parigi, † 1909)
- Antoine, I conte de Noailles, nobile, ammiraglio e diplomatico francese (n. 1504 - † 1562)

## Nuotatori(1)
- Antoine Viquerat, nuotatore francese (Boulogne-Billancourt, n. 1998)

## Operai(1)
- Antoine Demay, operaio francese (Parigi, n. 1822 - Parigi, † 1884)

## Organisti(1)
- Antoine Calvière, organista e compositore francese (Parigi, n. 1695 - Parigi, † 1755)

## Orientalisti(1)
- Antoine Galland, orientalista e archeologo francese (Rollot, n. 1646 - Parigi, † 1715)

## Pallanuotisti(1)
- Antoine Mélardy, pallanuotista belga (Bruxelles, n. 1907 - Knokke-Heist, † 1973)

## Pallavolisti(1)
- Antoine Brizard, pallavolista francese (Poitiers, n. 1994)

## Pianisti(1)
- Antoine François Marmontel, pianista e compositore francese (Clermont-Ferrand, n. 1816 - Parigi, † 1898)

## Pittori(15)
- Antoine Brice, pittore francese (Bruxelles, n. 1752 - Bruxelles, † 1817)
- Antoine Calbet, pittore e litografo francese (Engayrac, n. 1860 - Parigi, † 1942)
- Antoine Caron, pittore francese (Beauvais, n. 1521 - Parigi, † 1599)
- Antoine Chintreuil, pittore francese (Pont-de-Vaux, n. 1814 - Septeuil, † 1873)
- Antoine Coypel, pittore e decoratore francese (Parigi, n. 1661 - Parigi, † 1722)
- Antoine de Favray, pittore francese (Bagnolet, n. 1706 - Malta, † 1798)
- Antoine Guillemet, pittore francese (Chantilly, n. 1841 - Mareuil, † 1918)
- Antoine Le Nain, pittore francese (Laon, n. 1600 - Parigi, † 1648)
- Antoine de Lonhy, pittore e miniatore francese
- Antoine Mirou, pittore fiammingo (Anversa)
- Antoine Pesne, pittore francese (Parigi, n. 1683 - Berlino, † 1757)
- Antoine Roux, pittore francese (Marsiglia, n. 1765 - Marsiglia, † 1835)
- Antoine Vestier, pittore francese (Avallon, n. 1740 - Parigi, † 1824)
- Antoine Vollon, pittore e incisore francese (Lione, n. 1833 - Parigi, † 1900)
- Antoine Wiertz, pittore e scultore belga (Dinant, n. 1806 - Bruxelles, † 1865)

## Poeti(5)
- Antoine Arena, poeta e giurista francese (Solliers, n. 1500 - † 1563)
- Antoine Cassar, poeta e traduttore maltese (Londra, n. 1978)
- Antoine Dupré, poeta e drammaturgo haitiano (Cap-Haïtien, n. 1782 - † 1816)
- Antoine Pol, poeta francese (Douai, n. 1888 - Seine-Port, † 1971)
- Antoine Léonard Thomas, poeta e critico letterario francese (Clermont-Ferrand, n. 1734 - Oullins, † 1785)

## Politici(15)
- Antoine Armand Arnaud, politico e giornalista francese (Lione, n. 1831 - Parigi, † 1885)
- Jean Baptiste Antoine Auget de Montyon, politico e scrittore francese (Parigi, n. 1733 - Parigi, † 1820)
- Antoine Barnave, politico e oratore francese (Grenoble, n. 1761 - Parigi, † 1793)
- Antoine du Bourg, politico francese (La Seille - Laon, † 1538)
- Antoine Gizenga, politico della Repubblica Democratica del Congo (Mbanze, n. 1925 - Kinshasa, † 2019)
- Antoine Jacquemoud, politico francese (Moûtiers, n. 1806 - Moûtiers, † 1887)
- Antoine de Loménie, politico e diplomatico francese (n. 1560 - Parigi, † 1638)
- Ernest Monis, politico francese (Châteauneuf-sur-Charente, n. 1846 - Mondouzil, † 1929)
- Antoine Pinay, politico francese (Saint-Symphorien-sur-Coise, n. 1891 - Saint-Chamond, † 1994)
- Louis Ruchonnet, politico svizzero (Losanna, n. 1834 - Berna, † 1893)
- Antoine Rufenacht, politico francese (Le Havre, n. 1939 - Le Havre, † 2020)
- Antoine Christophe Saliceti, politico italiano (Saliceto, n. 1757 - Napoli, † 1809)
- Antoine Stockalper, politico svizzero (n. 1609 - † 1627)
- Antoine Maurice Apollinaire d'Argout, politico francese (Isère, n. 1782 - Parigi, † 1858)
- Antoine de Sartine, politico francese (Barcellona, n. 1729 - Tarragona, † 1801)

## Politologi(1)
- Antoine Basbous, politologo libanese (Al `Ālī, n. 1953)

## Presbiteri(5)
- Antoine Chevrier, presbitero francese (Lione, n. 1826 - Lione, † 1879)
- Victor Fontoynont, presbitero, grecista e teologo francese (Gannat, n. 1880 - Lione, † 1958)
- Antoine Le Grand, presbitero e filosofo francese (Douai, n. 1629 - Londra, † 1699)
- Antoine de Padoue Rahajarizafy, presbitero, filosofo e scrittore malgascio (Antananarivo, n. 1911 - Antananarivo, † 1974)
- Antoine Touron, presbitero, storico e biografo francese (Graulhet, n. 1686 - Parigi, † 1775)

## Rapper(4)
- Bobby Creekwater, rapper statunitense (Atlanta, n. 1982)
- Ace Hood, rapper statunitense (Port St. Lucie, n. 1988)
- Skee-Lo, rapper statunitense (Chicago, n. 1975)
- Lomepal, rapper e cantante francese (Parigi, n. 1991)

## Registi(1)
- Antoine Fuqua, regista e produttore cinematografico statunitense (Pittsburgh, n. 1965)

## Registi teatrali(1)
- Antoine Vitez, regista teatrale, attore teatrale e attore cinematografico francese (Parigi, n. 1930 - Parigi, † 1990)

## Religiosi(2)
- Antoine Le Quieu, religioso francese (Parigi, n. 1601 - Cadenet, † 1676)
- Antoine Marcourt, religioso francese (Piccardia - Saint-Julien-en-Genevois, † 1561)

## Rivoluzionari(1)
- Antoine Simon, rivoluzionario francese (Troyes, n. 1736 - Parigi, † 1794)

## Rugbisti a 15(2)
- Antoine Dupont, rugbista a 15 e rugbista a 7 francese (Lannemezan, n. 1996)
- Antoine Hastoy, rugbista a 15 francese (Bayonne, n. 1997)

## Schermidori(2)
- Antoine Mercier, schermidore francese (Parigi, n. 1977)
- Tony Smet, schermidore belga (Tournai, n. 1870)

## Sciatori alpini(2)
- Antoine Azzolin, sciatore alpino francese (n. 2003)
- Antoine Dénériaz, ex sciatore alpino francese (Bonneville, n. 1976)

## Sciatori freestyle(1)
- Antoine Adelisse, sciatore freestyle francese (Nantes, n. 1996)

## Scrittori(16)
- Antoine Abel, scrittore seychellese (Anse Boileau, n. 1934 - Mahé, † 2004)
- Antoine Beauvilliers, scrittore e cuoco francese (n. 1754 - Parigi, † 1817)
- Antoine Bello, scrittore e imprenditore francese (Boston, n. 1970)
- Antoine Blondin, scrittore francese (Parigi, n. 1922 - Parigi, † 1991)
- Antoine Fabre d'Olivet, scrittore francese (Ganges, n. 1767 - Parigi, † 1825)
- Antoine Gombaud, scrittore francese (Poitou, n. 1607 - Baussay, † 1684)
- Antoine Hamilton, scrittore irlandese (Roscrea, n. 1646 - Saint-Germain-en-Laye, † 1720)
- Antoine de La Sale, scrittore francese
- Antoine Laurain, scrittore francese (Parigi, n. 1972)
- Antoine-Claude Pasquin Valéry, scrittore francese (Parigi, n. 1789 - † 1847)
- Antoine François Prévost, scrittore, storico e traduttore francese (Hesdin, n. 1697 - Chantilly, † 1763)
- Antoine Rivaroli, scrittore, giornalista e aforista francese (Bagnols-sur-Cèze, n. 1753 - Berlino, † 1801)
- Antoine du Verdier, scrittore francese (Montbrison, n. 1544 - Duerne, † 1600)
- Antoine Volodine, scrittore francese (Chalon-sur-Saône, n. 1950)
- Antoine Houdar de La Motte, scrittore e drammaturgo francese (Parigi, n. 1672 - Parigi, † 1731)
- Antoine de Saint-Exupéry, scrittore e militare francese (Lione, n. 1900 - † 1944)

## Scultori(2)
- Antoine Laurent Dantan, scultore francese (Saint-Cloud, n. 1798 - Saint-Cloud, † 1878)
- Antoine Étex, scultore, pittore e architetto francese (Parigi, n. 1808 - Chaville, † 1888)

## Storici(1)
- Antoine Pagi, storico e presbitero francese (Rognes, n. 1624 - Aix-en-Provence, † 1699)

## Storici delle religioni(1)
- Antoine Faivre, storico delle religioni francese (Reims, n. 1934 - Parigi, † 2021)

## Tennisti(3)
- Antoine Bellier, tennista svizzero (Ginevra, n. 1996)
- Antoine Gentien, tennista francese (Parigi, n. 1905 - Parigi, † 1968)
- Antoine Hoang, tennista francese (Hyères, n. 1995)

## Teologi(1)
- Antoine Arnauld, teologo, filosofo e matematico francese (Parigi, n. 1612 - Bruxelles, † 1694)

## Teorici dell'architettura(1)
- Antoine Chrysostome Quatremère de Quincy, teorico dell'architettura, politico e filosofo francese (Parigi, n. 1755 - Parigi, † 1849)

## Terroristi(1)
- Antoine Mac Giolla Bhrighde, terrorista britannico (Desertmartin, n. 1957 - Fermanagh, † 1984)

## Tipografi(2)
- Antoine Augereau, tipografo francese (n. 1485 - † 1534)
- Antoine Vitré, tipografo francese (Parigi, n. 1595 - Parigi, † 1674)

## Velocisti(4)
- Antoine Adams, velocista nevisiano (Basseterre, n. 1988)
- Antoine Boussombo, ex velocista gabonese (n. 1968)
- Antoine Gillet, velocista belga (Libramont-Chevigny, n. 1988)
- Antoine Richard, ex velocista francese (Fontainebleau, n. 1960)

## Vescovi cattolici(6)
- Antoine Godeau, vescovo cattolico, scrittore e letterato francese (Dreux, n. 1605 - Vence, † 1672)
- Antoine Héroët, vescovo cattolico e scrittore francese (Parigi, n. 1492 - Digne, † 1567)
- Antoine Nguyễn Văn Thiện, vescovo cattolico vietnamita (Cái Cồn, n. 1906 - Mougins, † 2012)
- Antoine Vũ Huy Chương, vescovo cattolico vietnamita (Bến Thôn, n. 1944)
- Antoine-Eustache d'Osmond, vescovo cattolico francese (Saint-Domingue, n. 1754 - Nancy, † 1823)
- Antoine de Romanet de Beaune, vescovo cattolico francese (Le Mans, n. 1962)